# 合唱名曲シリーズ
合唱名曲シリーズ（がっしょうめいきょくシリーズ）は、社団法人全日本合唱連盟が毎年発行する合唱曲集である。1972年にNo.1が発行され、幾度の編集方針の変更等を経て、2023年現在、No.51まで刊行されている。
2019年度からは小学校版も刊行されている（2023年現在、No.2まで刊行）。

## 概要
合唱名曲シリーズには「○○年度全日本合唱コンクール課題曲集」の副題が付けられていて、刊行の主たる目的は当該年度の全日本合唱コンクールにおいて課題曲の演奏に使用することである。当該年度の課題曲を一冊にまとめた曲集としては1972年より前から課題曲集を発行してきたが、コンクールの課題曲としての使用にとどまらずアンソロジーとしても優れた曲集を目指し、またコンクールに参加する合唱団の多様な形態・指向に対応するとの編集方針から、体裁を新しくして刊行に至った。判型は、No.36まではB5判、No.37以降はA4判となっている。
構成
| 号    | テーマ                                              |
| ----- | --------------------------------------------------- |
| No.37 | ドイツ語圏のロマン派                                |
| No.38 | 国民楽派                                            |
| No.39 | フランス語圏の作曲家 （ただし歌詞はすべてラテン語） |
| No.40 | 古典派～初期ロマン派                                |
| No.41 | イギリス音楽                                        |
| No.42 | 北米大陸                                            |
| No.43 | 中央ヨーロッパのロマン派～近代                      |
| No.44 | フェリックス・メンデルスゾーン                      |
| No.45 | コダーイ・ゾルターン                                |
| No.46 | フランシス・プーランク                              |
| No.47 | フランツ・シューベルト                              |
| No.48 | ジャン・シベリウス                                  |
| No.49 | ジョアキーノ・ロッシーニ                            |
| No.50 | ロベルト・シューマン                                |
| No.51 | フランス近代                                        |
| No.52 | アフリカン・アメリカン・スピリチュアルズ            |
| No.53 | ドイツ・ロマン派                                    |

No.13以降、混声、男声、女声それぞれにつき「外国曲2曲、邦人曲2曲」とし、全部で12曲が収録される形が定着している。外国曲2曲のうち、第1曲はルネサンス・バロック期の作品が必ず収録されている。外国曲の第2曲は、No.37より混声、男声、女声で統一したテーマで収録曲を選出している。邦人曲2曲はスタイルの異なる2曲が収録されるよう配慮されている。また当該年度の朝日作曲賞入選曲から課題曲にふさわしい作品が収録される。収録曲の選曲については、全日本合唱連盟内に設けられる名曲シリーズ編集委員会が「古今東西の合唱音楽から」選曲するとしている。
演奏時間
一曲あたりの演奏時間は、コンクールの課題曲としての性質上、おおむね3分から3分30秒程度で揃えることを目安としている。もっとも演奏時間はテンポの設定にも大きく左右されるため、この範囲に収まらない演奏もしばしばみられる。
難易度
コンクールの課題曲としての性質上、公平を期すために難易度をほぼ同程度に揃えることが要求されるが、広範な時代や様式に及ぶ選曲で難易度を厳密に揃えることは事実上不可能であるため、各部門に難易度の異なる曲をバランスよく含ませ、その割合をおおむね同程度にすることで公平感を出している。
編成と音域
混声4部、男声4部、女声3部を基本とし、各声部の音域にも無理がないことが原則とされる。毎年のように収録されているルネサンス・ポリフォニーでは移調が自由であり、各合唱団の音域にあった高さで演奏することができる。
伴奏楽器
収録曲の過半が無伴奏曲であり、伴奏を有する場合もほとんどがピアノ1台のみである。コンクールの規定上、ピアノ1台以外の伴奏楽器を使用する場合は参加団体の責任で用意しなければならないため、規定との整合性を保っている。

## 小学校版
全日本合唱コンクールの小学校部門が2019年度から始まったことによりともない、小学校の部の課題曲集として刊行された。邦人作品4曲、海外作品2曲の6曲を収録。